# Rajon Tschatkal
Der Rajon Tschatkal ist ein Rajon in Kirgisistan mit 29.937 Einwohnern (Stand 2022). Er ist dem Oblus Dschalal-Abad untergeordnet. Verwaltungssitz ist das Dorf Kanysch-Kyja.

## Geographie
Der Rajon ist der westlichste Rajon Kirgisistans. Er grenzt im Norden an den Oblus Talas und im Westen an Usbekistan. Im Osten grenzt er an den Rajon Ala-Buka, den Rajon Toktogul und den Rajon Aksy. Benannt ist der Rajon nach seinem wichtigsten Fluss – dem Tschatkal, der den Rajon der Länge nach durch das Tschatkaltal durchfließt. Im Westen wird das Tal durch das Piskomgebirge, im Osten durch das Tschatkalgebirge getrennt. In diesem Tal konzentriert sich auch ein Großteil der Bevölkerung. Das gesamte Gebiet ist hochgelegen, der tiefste Punkt bei Sumsar liegt auf 1500 Metern über dem Meeresspiegel. Mehrere Berge erreichen Höhen von über 4000 Metern.
Neben dem Tschatkal sind der Tschandalasch und der Ters die wichtigsten Gewässer.
Die durchschnittliche Lufttemperatur im kältesten Monat Januar beträgt −10 °C, im wärmsten und tiefstgelegenen Dorf Sumsar −2 °C. Im wärmsten Monat Juli schwanken die durchschnittlichen monatlichen Temperaturen zwischen 12 °C im gesamten Rajon und 26 °C im Dorf Sumsar. Das absolute Minimum der Lufttemperatur liegt bei minus 38 °C, das absolute Maximum bei +40 °C. Der durchschnittliche Jahresniederschlag beträgt 553 mm. Im Sommer fallen bis zu 300 mm Niederschlag. Das höchstmögliche tägliche Niederschlagsmaximum erreicht 80 mm. Die durchschnittliche Höhe der Schneedecke im Winter beträgt 134 cm. Die höchste Windgeschwindigkeit beträgt bis zu 42,5 m/Sek.

## Geschichte
Der Rajon wurde 1935 gegründet. Von 1944 bis 1956 unterstand der Rajon der Oblast Talas, bis er aufgelöst und das Territorium an den Rajon Ala-Buka in der Oblast Dschalal-Abad übertragen wurde. Von 1960 bis 1969 unterstand das Territorium des Rajons dem Rajon Aksy. 1969 wurde das Gebiet erneut an den Rajon Ala-Buka abgegeben. Im Jahr 1980 wurde der Rajon Tschatkal erneut eigenständig und war bis 1984 Teil der Oblast Talas. Danach gehörte er bis zum Ende der Sowjetunion 1991 zur Oblast Osch. Nach der Unabhängigkeit fiel der Rajon Tschatkal an die Oblast Dschalal-Abad.

## Bevölkerung
| Jahr | Einwohnerzahl |
| ---- | ------------- |
| 1970 | 11.904        |
| 1979 | 13.994        |
| 1989 | 18.803        |
| 1999 | 19.603        |
| 2009 | 22.490        |
| 2022 | 29.937        |

Quellen:
97,3 % der Einwohner sind Kirgisen.
| Nationalität | Anzahl |
| ------------ | ------ |
| Kirgisen     | 21.890 |
| Usbeken      | 0304   |
| Tadschiken   | 0125   |
| Sonstige     | 0171   |

## Gliederung
Der Rajon beinhaltet 22 Dörfer in 4 Landgemeinden. Bis 2012 waren die heutigen Dörfer Sumsar und Tereksai als Siedlungen städtischen Typs klassifiziert, die restlichen Dörfer befanden sich in zwei Landgemeinden. 2012 wurden die Siedlungen städtischen Typs zu Dörfern umorganisiert und gleichzeitig Verwaltungszentren zweier neuer Landgemeinden. Die heute 4 Landgemeinden sind:
| Landgemeinde | Verwaltungssitz | Einwohner 2009 | Einwohner 2021 | Anzahl der Dörfer |
| ------------ | --------------- | -------------- | -------------- | ----------------- |
| Kanysch-Kyja | Kanysch-Kyja    | 9435           | 13.049         | 10                |
| Sumsar       | Sumsar          | 5967           | 06575          | 4                 |
| Tereksai     | Tereksai        | 2418           | 03802          | 3                 |
| Tschatkal    | Tschatkal       | 4670           | 06543          | 5                 |